# 索姆布里羅峰 (亞利桑那州)
索姆布里羅峰（英語：Sombrero Butte）是位於美國亞利桑那州皮納爾縣的一個非建制地區。該地的面積和人口皆未知。

## 地理
索姆布里羅峰的座標為32°43′34″N 110°28′56″W / 32.72611°N 110.48222°W，而該地的平均海拔高度為1241米（即4071英尺）。